# Agandecca annectens
Agandecca annectens är en insektsart som beskrevs av White 1879. Agandecca annectens ingår i släktet Agandecca och familjen vedstritar. Inga underarter finns listade i Catalogue of Life.